# جهنده‌ماهی‌های ماسه‌نشین
جهنده‌ماهی‌های ماسه‌نشین (نام علمی: Kraemeriidae) نام یک تیره از زیرراسته گاوماهی‌واران است.